# 米夏埃尔·沃尔夫格拉姆
米夏埃尔·沃尔夫格拉姆（德語：Michael Wolfgramm，1953年3月8日—），德国男子赛艇运动员。他曾代表东德参加1976年夏季奥林匹克运动会赛艇比赛，获得男子四人双桨金牌。